# Боечко, Фёдор Фёдорович
Фёдор Фёдорович Боечко (род. 13 мая 1934, Семаковцы, Коломыйский район) — советский и украинский педагог и учёный, доктор биологических наук, профессор; член-корреспондент Национальной академии педагогических наук Украины (НАПНУ, 1994).
Автор более 100 научных работ, в том числе 20 учебников и пособий для студентов вузов, училищ и учителей и учащихся школ.

## Биография
Родился 13 мая 1934 года в селе Семаковцы Коломыйского района Ивано-Франковской области.
После окончания биологического факультета Черновицкого государственного университета (в настоящее время Черновицкий национальный университет имени Юрия Федьковича), работал учителем химии и биологии, а также завучем Козырянской средней школы на Буковине. В 1957 году поступил в аспирантуру при кафедре биохимии Черновицкого государственного университета, которую успешно окончил в 1960 году под руководством профессора К. М. Леутского. После этого Фёдор Боечко получил направление на работу в Уманский педагогический институт (в настоящее время Уманский государственный педагогический университет имени Павла Тычины), где занял должность преподавателя химии. В 1961 защитил кандидатскую диссертацию в Киевском государственном университете, её тема была связана с исследованием воздействия витаминов и микроэлементов на обменные процессы в организме человека и животных.
Став кандидатом наук, Ф. Ф. Боечко в 1962 году в Уманском пединституте организовал кафедру, которую возглавлял на протяжении пятнадцати лет. В течение 1964—1969 годов он был проректором по учебно-воспитательной и научной работе. В 1974 году защитил докторскую диссертацию на тему «Изучение роли микроэлементов (кобальта, марганца и олова) в липидном обмене» и впоследствии получил звание профессора.
В 1975 году возглавил Уманский педагогический институт, которым руководил до 1979 года. В 1979—2000 годах работал в должности ректора Черкасского педагогического института (в настоящее время Черкасский национальный университет имени Б. Хмельницкого). Благодаря работе Ф. Ф. Боечко и Черкасской областной государственной администрации педагогический институт в 1995 году получил статус государственного университета с присвоением имени Богдана Хмельницкого. С 1998 года возглавлял кафедру биохимии университета.
В 2008 году при участии Фёдора Боечко в Черкасском университете был создан Научно-исследовательский институт физиологии имени Михаила Босого, где он возглавляет отдел биохимии и по сей день.

## Награды
Был награждён советскими орденом Трудового Красного Знамени (1978) и медалью «За доблестный труд. В ознаменование 100-летия со дня рождения В. И. Ленина» (1970). В числе украинских наград: медаль Макаренко (1988), медаль «К. Д. Ушинский», нагрудный знак «Отличник народного просвещения УССР» (1975), звание «Заслуженный работник высшей школы УССР» (1984). Почётный гражданин города Черкассы и награждён памятным знаком «За заслуги перед городом Черкассы» 1-й степени.